# Buonamico Buffalmacco
Buonamico di Martino ou Buonamico Buffalmacco (1315–1336) foi um pintor italiano que trabalhou em Florença, Bolonha e Pisa. Nenhum de seus trabalhos sobreviveu, embora ele tenha assumido a autoria de O Triunfo da Morte, um ciclo de afrescos no Camposanto, em Pisa. Contudo, não é certa ainda a autoria dessa obra, que muitos creditam a Francesco Traini. 
Boccaccio (em sua obra Decameron) e Franco Sacchetti (e sua obra Il trecentonovelle) descrevem Buonamico como sendo um homem agradável e engraçado. Giorgio Vasari incluiu uma biografia do pintor em sua obra Vidas. 